# Mărășești (okręg Marusza)
Mărășești (węg. Marosed) – wieś w Rumunii, w okręgu Marusza, w gminie Band. W 2011 roku liczyła 357 mieszkańców.